# 大江美智子 (2代目)
二代目大江 美智子（おおえ みちこ、1919年2月20日 - 2005年7月）は、日本の女優である。急逝した先代から一座を引き継ぎ、女剣劇を成長させた舞台女優である。初期の芸名は大川 美恵子（おおかわ みえこ）、本名は細谷 ヤエ（ほそや やえ）。

## 人物・来歴
1919年（大正8年）2月20日、神奈川県横浜市南太田町（現・南区南太田）に生まれる。
1934年（昭和9年）、満15歳で女剣劇の劇団「大江美智子一座」に入団、座長の初代大江美智子に師事し、芸名を「大川美恵子」とする。
1939年（昭和14年）1月6日、初代大江美智子が神戸での公演中に急逝し、同年、二代目「大江美智子」を襲名した。1942年（昭和17年）、浅草に進出、同じく女剣劇のスター不二洋子と競うほどの人気を得る。
大衆性溢れる、女剣劇のスターとして一時代を築き、十八番とされた『雪の丞変化』の早替わりは大江の人気を不動のものとした。1956年（昭和31年）には小崎政房作「五ッ木の子守唄幻想」、村上元三作「天一坊」で芸術祭に参加し、大衆芸能部門・芸術祭奨励賞を受賞。1960年代には映画にもゲスト出演したが、1970年（昭和45年）、緑内障による失明を宣告され、京都南座での公演を最後に先代から37年続いた一座を解散した。
その後視力は回復をみせ、横浜に帰り弟子の岩本常美（芸名大宮寿美）らと大江美智子舞踊教室を開き、1973年（昭和48年）頃までは単独で舞台出演もした。1982年（昭和57年）には自伝『女の花道 - 早替り女剣劇一代記』（講談社）を出版した。2005年（平成17年）7月、心筋梗塞で死去。満86歳没。

## フィルモグラフィ
剣劇や舞台をテーマにした映画にわずかに出演した。
- 『大江戸千両囃子』 : 監督佐々木康、東映京都撮影所、1955年
- 『虹をつかむ踊子』 : 監督田畠恒男、松竹大船撮影所、1963年
- 『大日本チャンバラ伝』 : 監督吉村廉、日活、1965年

## 註
1. 1 2 3 4 5 6 7  大江美智子〈2代〉、講談社・日本人名大辞典、コトバンク、2009年10月30日閲覧。
2. ↑  大江美智子(2代目) 日外アソシエーツ「新撰 芸能人物事典　明治～平成」コトバンク 2018年8月16日閲覧。
3. ↑  大江美智子〈初代〉、講談社・日本人名大辞典、コトバンク、2009年10月30日閲覧。
4. ↑  大江美智子『女の花道 - 早替り女剣劇一代記』講談社、1982年、カバーそでの著者紹介より
5. ↑  昭和31年度（第10回）芸術祭賞一覧、2020年6月4日閲覧
6. ↑  #外部リンク欄、「大江美智子」リンク先、キネマ旬報、2009年10月30日閲覧。